# Dzsvari
Dzsvari (grúzul: ჯვარი) város Grúzia északnyugati részén, Szamegrelo tartomány Calendzsihai járásában, a grúz–abház határ közelében, az Enguri folyó partján. Lakossága 2014-ben 763 fő volt. A település 1981-ben kapott városi rangot. Közelében található az Enguri vízerőmű. A szovjet időszakban a városban teafeldolgozó üzem működött. A településen márvány kitermelése folyik.
1. ↑  https://www.geostat.ge/en/modules/categories/41/population